# Cala d'en Marçal
Cala d'en Marçal està ubicada al sud-est de Mallorca en el poble costaner de Portocolom, municipi de Felanitx, a 42 km de Manacor, 12 de Santanyí i 62 km de Palma. És una platja que té 90 metres de longitud per 150 metres d'ample. Normalment el nivell d'ocupació de Cala Marçal és alta. És semiurbana i la seva composició és d'arena. Cala molt tranquil·la, tant amb el seu ambient com les seves aigües, i què disposa d'infraestructures i serveis per a l'ús del visitant.
Degut a la seva situació, semioberta a la mar, Cala Marçal es troba a molt poca distància d'altres cales molt interessants com són:
- Cala Sa Nau
- Cala Fe
- S'Algar
- Cala Murada i
- Cales de Mallorca.